# Deklaration von Taschkent
Die Deklaration von Taschkent (engl. Tashkent Declaration) ist ein 1966 zwischen Pakistan und Indien geschlossener Friedensvertrag, der den Zweiten Indisch-Pakistanischen Krieg (Zweiten Kaschmirkrieg) beendete, der von August bis Ende September 1965 dauerte, und zu einem Status quo führte. Sie wurde am 10. Januar 1966 von den beiden Ländern in Taschkent, damals eine in der Sozialistischen Sowjetrepublik Usbekistan gelegene Stadt, unterzeichnet. Die Sowjetunion spielte eine wichtige Rolle bei ihrer Entstehung und übte ihren Einfluss auf beide Länder aus. Der sowjetische Ministerpräsident Alexei Kossygin fungierte als Vermittler.
Das Abkommen wurde von den jeweiligen Führern beider Länder unterzeichnet: dem indischen Premierminister Lal Bahadur Shastri und dem pakistanischen Präsidenten Muhammad Ayub Khan. Es sah eine Rückkehr zu den Grenzen von 1949 vor, die Kaschmir teilten, sowie die Wiederaufnahme der wirtschaftlichen und diplomatischen Beziehungen. Es wurde anschließend in beiden Ländern stark kritisiert. In Pakistan wurde Kritik an der Aufgabe Kaschmirs geübt, in Indien wurde das Fehlen einer Verpflichtung zur Nichtangriffsbereitschaft kritisiert. Am Tag nach der Unterzeichnung der Erklärung starb der indische Premierminister Lal Bahadur Shastri in Taschkent.